# Montereau-Fault-Yonne
Montereau-Fault-Yonne ist eine französische Gemeinde mit 21.840 Einwohnern (1. Januar 2022) im Département Seine-et-Marne in der Region Île-de-France. Die Stadt wird manchmal auch nur „Montereau“ genannt. Ihre Bewohner bezeichnen sich als Monterelais.

## Geografie
Die Stadt liegt an der Einmündung des Flusses Yonne in die Seine. Auf diese geografische Lage ist auch der Name der Stadt zurückzuführen: Der Namensteil Fault (manchmal auch Faut) bedeutet nämlich nichts Anderes als „stürzen, fallen, einmünden“. Auf Deutsch übersetzt würde die Stadt daher etwa „Montereau an der Yonnemündung“ heißen.

## Geschichte
- 1359, in der Anfangsphase des Hundertjährigen Krieges, verlor Karl II. von Navarra (der Böse), die Stadt, über die er als Erbteil seiner Mutter herrschte, an den Regenten Frankreichs, den späteren König Karl V.

- 1419 wurde Johann Ohnefurcht, Herzog von Burgund, auf der Stadtbrücke über die Seine, bei einer Unterredung mit dem Dauphin von Frankreich, dem späteren König Karl VII., von dessen Begleiter, Tanneguy du Chastel, ermordet.[1] Diese Begebenheit ereignete sich im Bürgerkrieg zwischen den Parteien der Armagnacs und Bourguignons, im Rahmen des Hundertjährigen Krieges.

- 1814 errang Napoléon Bonaparte am 18. Februar einen seiner letzten Siege gegen die Österreicher in der Schlacht bei Montereau.

## Verkehr
Montereau besitzt einen Bahnhof an der Bahnstrecke Paris–Marseille. An diesem halten Züge des TER Bourgogne und der Linie R des Transilien. Bis zur Abstufung der Straßen war Montereau Kreuzungspunkt für die Route nationale 5 und Route nationale 51. Im Nordosten wird das Gemeindegebiet von der Autoroute A5 berührt.
Die Stadt verfügt über einen Flusshafen an der Seine.

## Sehenswürdigkeiten
Siehe auch: Liste der Monuments historiques in Montereau-Fault-Yonne
- Fayencen-Museum
- Reiterdenkmal von Napoléon am Zusammenfluss von Yonne und Seine (Place de la Légion d'Honneur)
- Kirche Notre-Dame-et-Saint-Loup
- Ehemaliges Kloster Saint-Martin (gegründet im Jahre 908)
- Ein Themenpark mit Namen Napoleonland ist in Planung; 2014 sollte der Bau beginnen, 2017 sollte er ursprünglich eröffnet werden. 232 Millionen US-Dollar sollen investiert werden, 3000 Beschäftigte dort arbeiten.[2] Die Fertigstellung wurde zunächst auf 2021 verschoben und ist jetzt für 2023 geplant.[3]

## Persönlichkeiten
- Paul Delair (1842–1894), Poet, Dramatiker und Romancier
- Jean Sachot (1895–1986), Autorennfahrer
- Macéo Capietto (* 2006), Autorennfahrer

## Städtepartnerschaften
- Walldürn in Baden-Württemberg, Deutschland
- Otley in der Grafschaft West Yorkshire, Großbritannien
- Paredes, Portugal
- Aydın, Türkei
- Safi, Marokko

Zudem ist die Stadt Mitglied des Bundes der europäischen Napoleonstädte.